# 12 Feet Deep
12 Feet Deep, auch 12 Feet Deep – Gefangen im Wasser, ist ein US-amerikanischer Horrorfilm aus dem Jahr 2017. Der Film handelt von zwei Schwestern, die in einem Schwimmbad eingeschlossen werden.

## Handlung
Bree geht im Ketea Public Pool schwimmen. Dabei bekommt sie Besuch von ihrer ehemals drogenabhängigen Schwester Jonna, die sich gerade nach einer dreimonatigen Therapie erholt. Die Schwestern liefern sich ein Wettrennen im Pool. Der Bademeister McGradey erwischt die gerade auf Bewährung freigekommene Hausmeisterin Clara beim Diebstahlversuch. Er will das Schwimmbad vor den anstehenden Feiertagen jetzt schließen und bittet die Gäste, das Bad zu verlassen. Allerdings vermisst Bree ihren Verlobungsring, den sie Jonna zeigen will. Jonna sieht den Ring auf dem Boden des Schwimmbeckens, wo er in einem Metallgitter steckt. Die beiden Schwestern tauchen nach dem Ring. Daher erkennt McGradey nicht, dass sie noch im Becken sind und fährt eine Fiberglas-Abdeckung über das Becken.
Nachdem er das Gebäude verlassen hat, sind die Schwestern unter der Abdeckung im Wasser gefangen. Niemand hört ihre Hilferufe und erste Versuche, die Abdeckung wegzudrücken, scheitern. Sie entdecken ein kleines Loch am Rand der Abdeckung, schaffen es aber nicht, das Loch zu vergrößern. Bree versucht auch vergeblich, das Metallgitter aus dem Boden zu reißen. Währenddessen entwickelt sich ein persönlicher Streit zwischen den Schwestern. Jonna ist neidisch auf Brees erfolgreiches, glückliches Leben. Sie gibt zu, dass sie den Verlobungsring entdeckt und ins Becken geworfen hat. Bree wiederum spricht über ihren drogensüchtigen und gewalttätigen Vater und erklärt, wie dieser schwer alkoholisiert bei einem Feuer im Bett starb. Ihre aktuelle Situation wird noch dramatischer, weil Bree Diabetikerin ist und möglichst schnell eine Spritze braucht, um nicht ins Koma zu fallen. Brees Freund David ruft mehrmals an und hinterlässt eine Nachricht, dass er erst spät nach Hause kommt.
Nach einiger Zeit betritt Clara wieder das Schwimmbad. Als die Schwestern sie verzweifelt um Hilfe bitten, nutzt sie deren Notlage aus, um Brees Geldbeutel und Smartphone aus deren Tasche zu stehlen. Sie erpresst die hilflosen Schwestern und erhält so die PINs für das Handy und die Kreditkarte. Außerdem stellt sie die Heizung des Schwimmbads aus, sodass die Wassertemperatur sinkt. Die Schwestern sind in der Nacht weiter gefangen und sprechen weiter über ihre persönlichen Probleme. Am nächsten Morgen kehrt Clara zurück. Die wütende Jonna lockt Clara nah an das Loch in der Abdeckung und sticht ihr mit einem Splitter ins Ohr. Die Hausmeisterin rächt sich, indem sie viel Chlor ins Becken pumpt, woraufhin die Schwestern zu ersticken drohen. Sie beendet das Manöver aber schnell, weil sie keine Leichen haben möchte. Allerdings zwingt sie Bree, auch noch den Verlobungsring abzugeben. Während Clara nochmal verschwindet, versöhnen sich die Schwestern. Bree verrät außerdem, dass sie ihren Vater in der Todesnacht aufs Bett drückte, und sagt, sie habe das Monster getötet.
Anschließend gibt sich Clara versöhnlich und einsichtig. Als sie die Pool-Abdeckung öffnen will, stellt sie allerdings fest, dass der Code, den sie von McGradey erhalten hat, nicht mehr funktioniert. Sie sagt den Schwestern, dass sie sich selbst überlassen seien, und verlässt das Gebäude. Bree verliert in ihrem geschwächten Zustand immer öfter das Bewusstsein. Jonna erkennt den Ernst der Lage endgültig. Sie nimmt all ihre Kraft zusammen. Sie schafft es, das Gitter aus dem Boden zu reißen und damit ein größeres Loch in die Abdeckung zu schlagen. Sie befreit sich und Bree, die durch die Insulinspritze aufwacht. Plötzlich steht Clara mit gezückter Pistole vor ihnen. Sie hat Angst, wieder ins Gefängnis zu müssen. Dann besinnt sie sich aber, lässt die Waffe sinken und gibt den Verlobungsring zurück. Jonna ruft die Polizei und schickt Clara weg. Während sich Sanitäter um Bree kümmern, fragt sie, wie der Ring zurückkam. Jonna antwortet, dass sie das Monster getötet habe.

## Produktion und Hintergrund
Der Film wurde innerhalb von vierzehn Tagen gedreht.
Das Schwimmbad Ketea Public Pool ist nach dem Seeungeheuer Ketos aus der griechischen Mythologie benannt. Der Name der Protagonistin Jonna ist eine Anspielung auf den alttestamentlichen Jona, der von einem Wal verschlungen wurde. Der Bademeister McGradey hat seinen Namen von einem Hausmeister aus dem Horrorfilm Shining.

## Rezeption
Die Rezensenten haben gemischte Eindrücke von 12 Feet Deep. In der Rezension von Geek Germany wird die Darstellung der Protagonisten kritisiert, während andere Elemente des Films gut ankommen: „Als Zuschauer benötigt man allerdings schon ein kleines Faible für Zwischenmenschliches […]. Nicht zu entschuldigen ist jedoch der künstliche Umgang mit der Figur Clara, bei der das Drehbuch jeden Einwand einfach weglächelt […]. Der reduzierte Score, die kräftigen Blaufilter und das unverbrauchte Szenario machen den Film sehenswert, größere Überraschungen bleiben jedoch völlig aus.“ Der Rezensent von 100 Years of Terror sieht einen Pluspunkt bei den beiden Protagonistinnen, die „mit ihrer Darstellung über weite Strecken [den Film tragen und] die überladenen und im späteren Verlauf auch immer unglaubwürdigeren Gefühlswelten und Schicksalsschläge der Vergangenheit trotzdem noch recht authentisch rüberbringen“. Schwächen sieht er in der Handlung: „Allerhand Logiklöcher sorgen zudem ebenfalls dafür, dass der potentielle Spannungsbogen diverse Male abflacht. Einige Längen lassen sich trotz der relativ geringen Laufzeit von 86 Minuten ebenso wenig von der Hand weisen, wie eine zunehmende Vorhersehbarkeit.“